# Carlos Julio Arosemena Monroy
Carlos Julio Arosemena Monroy (né le 24 août 1919 à Guayaquil et mort le 5 mars 2004 à Guayaquil) est un homme politique équatorien, juriste à Guayaquil, député de la province du Guayas, vice-président, puis président d’Équateur du 7 novembre 1961 au 11 juillet 1963, date à laquelle il est renversé par une junte militaire. Il est le fils de Carlos Julio Arosemena Tola qui fut également Président de l’Équateur.
Il exerce son mandat dans un contexte régional tumultueux, provoqué par la révolution cubaine et l'instauration de dictatures militaires anticommunistes en Amérique latine. Durant sa présidence, il modernise le réseau de télécommunication, crée la compagnie d'aviation nationale TAME et l'Université laïque et catholique de Guayaquil, lance des travaux de construction de routes dans le pays et instaure le treizième mois de salaire.
Il est renversé par un coup d’État militaire en juillet 1963. Selon Philip Agee, agent de la CIA en fonction plusieurs années en Équateur, les États-Unis auraient incité le coup d’État pour éliminer un gouvernement qui refusait de rompre avec Cuba.